# Otford, New South Wales
Otford är en förort i Australien.   Den ligger i kommunen City of Wollongong och delstaten New South Wales, i den sydöstra delen av landet, 210 km nordost om huvudstaden Canberra. Otford ligger 112 meter över havet och antalet invånare är 383.
Terrängen runt Otford är kuperad norrut, men västerut är den platt. Havet är nära Otford åt sydost. Närmaste större samhälle är Engadine, 16,4 km norr om Otford. 